# Halichoeres leucurus
Halichoeres leucurus är en fiskart som först beskrevs av Johann Julius Walbaum 1792.  Halichoeres leucurus ingår i släktet Halichoeres och familjen läppfiskar. IUCN kategoriserar arten globalt som livskraftig. Inga underarter finns listade i Catalogue of Life.